# Ramsès V
Ramsès V (Amonherkhépeshef I Méryamon) est le quatrième pharaon de la XXe dynastie d'Égypte antique vers 1148 à 1144 avant l'ère commune. Il succède à son père Ramsès IV et précède son oncle Ramsès VI.

## Généalogie
Ramsès V est le fils de son prédécesseur Ramsès IV et de la reine Douatentopet, eux-mêmes fils de Ramsès III. Il aurait deux épouses, nommées sur le papyrus Wilbour : Tahénoutouâty et Taourettel.

## Règne

### Prise du pouvoir
Selon certains égyptologues, il prend le pouvoir le 10e et le 18e jour du 3e mois de la saison Akhet et la fin de son règne serait à situer entre le 28e du 1er mois et le 11e jour du 2e mois de la saison Peret en l'an IV. 

### Activités
Il semble avoir fait continuer le travail dans le temple commencé par son père à Thèbes-ouest, et continué par Ramsès VI.

### Instabilité croissante

#### Grèves et invasions
Une période d'instabilité domestique a également affecté son règne, comme en témoigne le fait que, selon le papyrus de Turin Cat. 2044, les ouvriers de Deir el-Médineh ont périodiquement interrompu les travaux sur la tombe KV9 de Ramsès V au cours de la première année de règne de ce roi, par crainte de « l'ennemi », vraisemblablement des raids libyens, qui avaient atteint la ville de Per-Nebyt et « brûlé ses habitants ». Une autre incursion de ces pillards à Thèbes est signalée quelques jours plus tard, ce qui montre que l'État égyptien avait du mal à assurer la sécurité de son élite de travailleurs des tombes, sans parler de la population en général, pendant cette période troublée.

#### Scandale judicaire
Le papyrus de Turin 1887, ou papyrus judiciaire, fait état d'un scandale financier survenu sous le règne des Ramsès et impliquant les prêtres d'Éléphantine. En effet, un prêtre du temple de Khnoum à Éléphantine a commencé ses exactions dès le règne de Ramsès III, poursuivant ses méfaits sous le règne de Ramsès IV jusqu'à l'an IV de Ramsès V. Ce document ne fait pas état de la suite de la procédure judiciaire, si jamais elle eut lieu.

### Papyrus Wilbour
Le papyrus Wilbour, qui daterait de l'an IV du règne de Ramsès V, est un important document d'arpentage et d'évaluation fiscale qui couvre diverses terres s'étendant des environs de Crocodilopolis vers le sud jusqu'à un peu moins de la ville moderne d'El-Minya, sur une distance d'environ 145e km. Ce papyrus donne une image très détaillée de l'économie agricole dans cette partie du pays, présentant des informations précieuses sur les diverses couches de la population concernées par la culture des champs et les exigences fiscales associées. Il révèle que la plupart des terres égyptiennes étaient contrôlées par les temples d'Amon, qui géraient également les finances du pays. Le document souligne le pouvoir croissant du grand prêtre d'Amon Ramsèsnakht (en), dont le fils, un certain Ousimarênakhte, occupait le poste de chef des impôts.
Un autre papyrus est daté de son règne, il s'agit du papyrus de Naounakhte, papyrus testamentaire de cette dame qui indique la manière dont elle souhaite disposer de ses propres biens selon les mérites de ses enfants. Ce papyrus montre l'indépendance juridique de la femme égyptienne à cette époque.

## Attestations
Peu de documents portent son nom : 
- Une stèle et des fragments de blocs à Héliopolis
- Une stèle rupestre dans la partie ouest du Gebel Silsileh
- Une stèle mal conservée et une frise de cartouches sur une pilier à Karnak
- Ses cartouches en remplacement de ceux de Ramsès II au Ramesséum
- Sur la stèle de Héqamaâtrênakht au temple de Séthi Ier à Gournah, stèle sur laquelle il est représenté faisant offrande
- Un fragment de faïence à son nom faisant de lui le dernier roi égyptien attesté à Timna, signe d'une mince présence égyptienne en Asie
- Quelques objets en faïence provenant du Sinaï
- Sur une colonne dans le temple sud de Bouhen aux côtés de Ramsès IV

## Sépulture
Un ostracon indique que ce roi a été enterré le 1er jour du 2e mois de la saison Akhet de l'an II de Ramsès VI, son successeur, soit près de seize mois après la mort du souverain, ce qui est très irrégulier puisque la tradition égyptienne veut qu'un roi soit momifié et enterré précisément soixante-dix jours après le début du règne de son successeur. Cette date tardive est probablement due aux troubles sociaux et sécuritaires qui secouent la région à cette époque.
Ramsès V semble avoir fait commencer la tombe KV9, qui sera récupérée par son successeur Ramsès VI. L'endroit où il a finalement été inhumé est inconnu, mais il est certain qu'il devait avoir sa propre tombe. En effet, un ostracon trouvé dans la Vallée des Rois indique que les charpentiers ont placé les portes et fermé la tombe le lendemain de l'enterrement du souverain, soit bien avant la mort de Ramsès VI : la tombe KV9 n'a donc pas pu servir de tombe commune, contrairement à ce qui a pu être suggéré par le passé.
Cette tombe a dû être pillée car la momie du souverain a été retrouvée en 1898 dans la cachette de la tombe d'Amenhotep II. L'état de la momie semble attester qu'il est mort d'une maladie infectieuse, peut-être de la variole, en raison des lésions trouvées sur son visage. La momie était celle d'un jeune homme, correspondant au court règne du souverain.

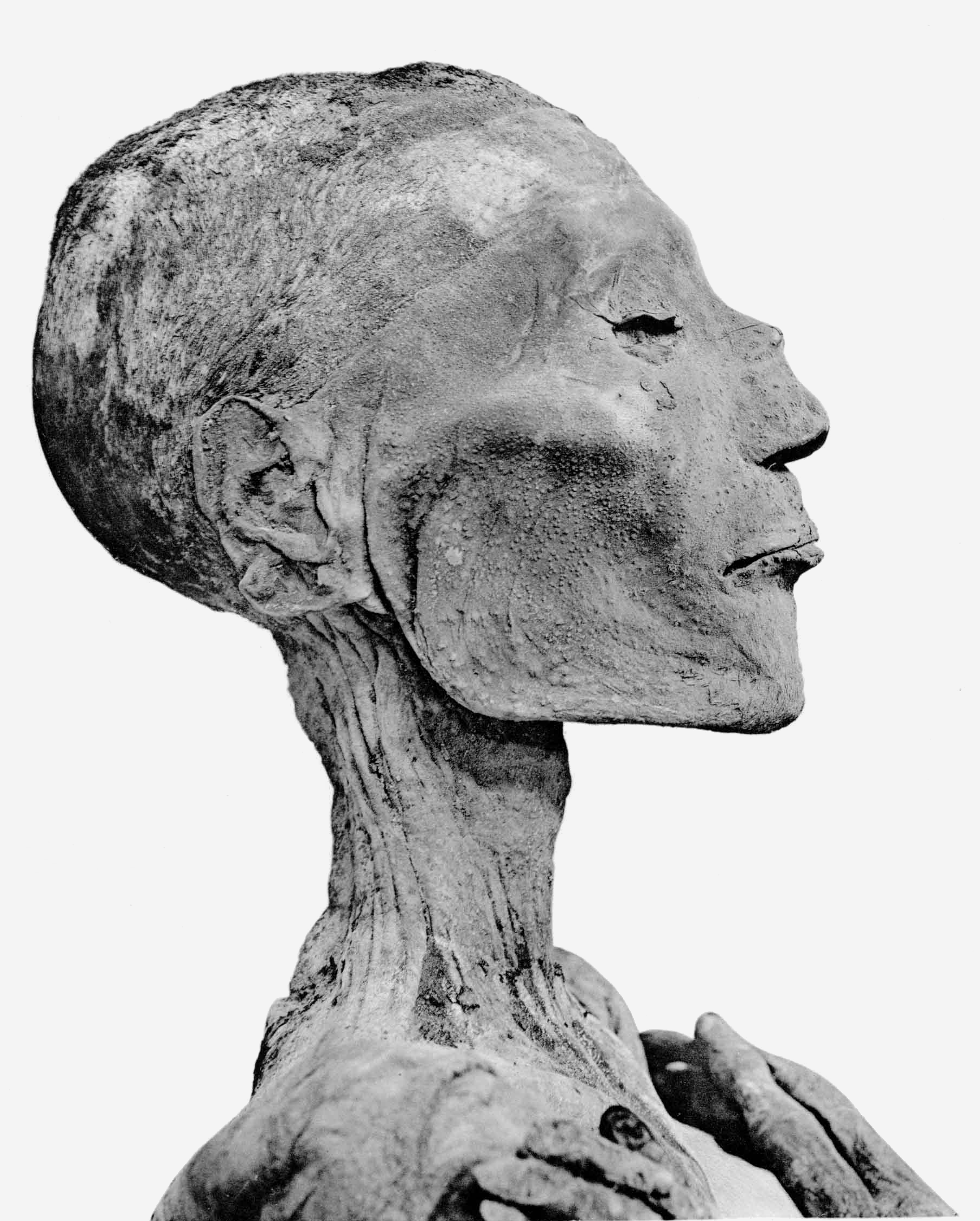
Momie de Ramsès V.